# 김승진 (바둑 기사)
김승진(金昇珍, 2006년 5월 19일 ~ )은 대한민국의 바둑 기사이다.

## 약력
제주도 출신으로 장수영 바둑도장에서 이춘규, 박영롱 사범의 바둑 지도를 받았다. 2021년 6월, 제16기 영재입단대회를 통해 프로바둑에 입단했다. 2022년 2단을 거쳐 2023년에 3단으로 승단했다.